# Heinrich Kramer
Heinrich Kramer (lat. Henricus Institoris) (Sélestat, Alzas, 1430. – Kroměříž, 1505.), njemački dominikanac, inkvizitor i autor opskurnog djela o vješticama, Malleus maleficarum.
Nakon studija filozofije i teologije, postavljenm je 1474. za inkvizitora dominikanske provincije južne Njemačke, što mu je potvrdio i papa Siksto IV. (1471. – 1484.). Neko vrijeme bio je prior samostana u Schlettstadtu, da bi potom pokrenuo svoj vlastiti progon vještica. Godine 1484. osudio je dvije žene zbog krivovjerja na smrt na lomači u Ravensburgu. Kada je nastavio s akcijom u drugim gradovima južne Njemačke, naišao je na otpor svećenika i biskupa pa se obratio za pomoć novom papi Inocentu VIII. (1484. – 1492.) koji je 1484. godine izdao bulu Summis desiderantes affectibus, kojom je Krameru dozvoljeno ophoditi se prema tzv. vješticama i čarobnjacima kao s hereticima i protiv njih voditi istragu.
U nadbiskupiji Brixen u Tirolu vodio je istragu protiv sedam žena, akada su dokazane nepravilnosti prilikom istrage, biskup ga je potjerao pa se Kramer razočarano povukao u svoj samostan i ondje napisao priručnik za progon i istragu protiv vještica, zloglasni Maleus maleficarum.
Godine 1500. dobio je od pape Aleksandra VI. (1492. – 1503.) odobrenje za pokretanje mjera protiv valdenza i vještica u Češkoj i Moravskoj, ali nije ostvario značajniji uspjeh.